# 숀 펜
숀 저스틴 펜(영어: Sean Justin Penn, 1960년 8월 17일 ~ )은 미국의 배우, 영화 감독, 시나리오 작가이자 정치인이다. 그는 인도주의적 활동을 포함하여 자신의 정치적, 사회적 행동주의자로 알려져 있다. 그는 영화 《미스틱 리버》(2003), 《밀크》(2008)로 두 번의 미국 아카데미상을 수상했을 뿐만 아니라 골든 글로브상과 미국 배우 조합상(SAG)를 수상했다.
펜은 아버지 리오 펜이 감독한 텔레비전 시리즈 《초원의 집》의 1974년 방송 된 에피소드에서 단역으로 자신의 연기 경력을 시작했다. 그의 1981년 영화 《생도의 분노》로 스크린에 데뷔하였다. 1980년대에 영화에서 다양한 영역의 역할을 연기했으며, 펜은 1995년 영화 《데드 맨 워킹》으로 미국 아카데미상에 첫 후보 지명과 베를린 국제 영화제에서 남우주연상(은곰상)을 수상했다.
펜은 《미스틱 리버》로 2003년에 미국 아카데미상을 첫 수상하고 2008년 《밀크》로 두 번째 수상하기 이전에 《스윗 앤 로다운》(1999)과 《아이 엠 샘》(2001)으로 총 다섯 번째 후보 지명되었다. 그는 또한 1997년 영화 《더 홀》로 칸 국제영화제 남우주연상을 수상하였고, 《헐리벌리》(1998)와 《21 그램》으로 베니스 국제 영화제 남우주연상(볼피컵)을 두 차례 수상하였다.
펜은 1991년 자신의 첫 연출작인 영화 《크로싱 가드》로 장편 영화 감독으로 데뷔했다. 이후 드라마 영화 《인디언 러너》(1995)과 미스테리 영화 《써스펙트》(2001)을 선보였고, 2002년 공개된 영화 《2001년 9월 11일》는 9·11 테러 사건을 영화화한 작품이다. 2007년 영화 《인투 더 와일드》는 비평가들의 호평을 받았고, 미국 아카데미상에 2개 부문에 후보 지명되었다.
펜은 영화 작업 뿐만 아니라, 그는 정치적, 사회적 행동주의자로서, 조지 W. 부시 행정부를 비판하였고, 베네수엘라와 쿠바의 대통령과의 접촉하며 인도주의 활동을 하고 있다.
펜은 가수 마돈나와 배우 로빈 라이트와 그의 이전 결혼에 대한 언론의 관심을 끌었다.

## 젊은 시절
펜은 캘리포니아주 로스 앤젤레스 카운티 출신으로, 배우 겸 감독 리오 펜과 여배우 아일린 라이언(옛 성씨 안누씨)의 둘째 아들로 태어났다. 그의 형은 음악가 '마이클 펜'이며, 그의 동생, 배우 크리스 펜은 2006년에 사망했다. 조부모는 유대인으로 리투아니아와 러시아의 이민자이다. 어머니는 아일랜드인과 이탈리아인의 후손이다.
펜은 종교적인 가정에서 자랐고, 샌타모니카 고등학교를 다녔다. 동네 친구였던 에밀리오 에스테베스와 그의 동생 찰리 신과 어린 시절을 보냈고 단편 영화를 만들기도 했다.

## 경력

### 연기
펜은 그의 아버지가 연출한 텔레비전 시리즈 《초원의 집(원제》의 1974년 방송 된 에피소드에서 단역으로 자신의 연기 경력을 시작했고, 1981년 영화 《생도의 분노》로 스크린에 데뷔하였다. 다음 해 그는 코미디 영화 《리치몬드 연애 소동》에 출연했고, 1983년 《배드 보이즈》로 자신의 경력을 상승시켰다. 1985년 펜은 영화 《위험한 장난》에 출연했다.

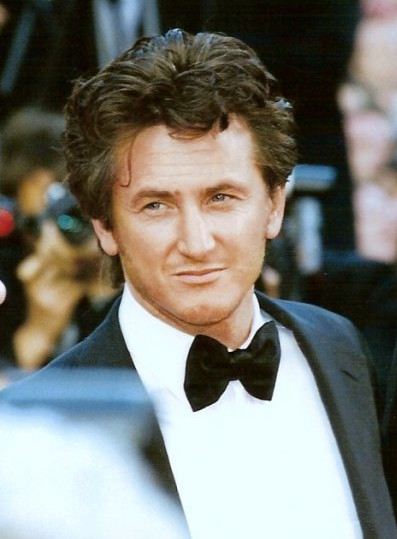
1997년 칸 국제영화제에서 숀 펜.

1990년대 초반에 그는 자신의 감독 데뷔에 집중했다.
펜은 미국 아카데미상 후보에 다섯 번째 지명되었고, 그는 두 번의 남우주연상을 수상했다. 1995년 팀 로빈스가 감독한 드라마 영화 《데드 맨 워킹》에서는 집행을 앞둔 사형수를 연기했는데, 죽음을 앞둔 인간의 복잡한 내면과 심리를 사실감있게 표현했다는 평을 받으며 첫 번째 아카데미상에 후보 지명되었다. 그 외에도 베를린 국제 영화제 남우주연상을 수상했다.
1999년 우디 앨런의 코미디 영화 《스윗 앤 로다운》에서 이기적인 재즈 기타리스트를 연기해 두 번째 후보 지명되었다. 그는 2001년 영화 《아이 엠 샘》에서는 딸을 빼앗기지 않으려고 노력하는 지체장애자 아버지를 연기해 세 번째 후보 지명되었다.
2003년에는 보스턴을 배경으로 한 범죄 드라마 영화 《미스틱 리버》로 생애 첫 번째 아카데미 남우주연상을 수상했다. 이 영화는 베스트 셀러 소설을 원작으로 클린트 이스트우드가 감독한 작품이다. 펜은 딸의 죽음으로 살인자에 대한 복수를 다짐하며 스스로 사건 조사에 나서는 아버지를 연기했다. 팀 로빈스, 케빈 베이컨 등과 공연하였다.
그 해 그는 영화 예술 과학 아카데미에 초대되었다.
2005년 펜은 미국의 고전 소설을 원작으로 한 영화 《올 더 킹스 맨》에 출연했다. 이 영화는 2010년 "포브스"에서 제작비 대비 전세계 박스오피스 성적을 기준으로 '최근 5년간 최고의 할리우드 실패작' 15편과 배우 15명을 발표한 조사에서 1위를 차지했다.
2008년 11월, 그는 동성애 권리 운동가이자 정치인 하비 밀크의 일대기를 그린 영화 《밀크》에서 그의 연기는 매우 호평을 받았고, 인디펜던트 스피릿 어워즈 남우주연상을 수상했다. 또한 이 영화는 그에게 미국 아카데미상의 다섯 번째 후보 지명과 두 번째의 남우주연상 수상을 안겨주었다.
2010년, 그는 더그 라이만 감독의 스릴러 영화 《페어 게임》에 출연했고, 이 영화는 실존 인물이자 전직 CIA 비밀요원의 조지 C. 윌슨의 회고록과 그의 아내 밸러리 플레임의 회고록을 원작으로 하고 있다.
2011년 영화 《트리 오브 라이프》에서는 브래드 피트, 제시카 차스테인과 공연했고, 이 영화는 칸 국제 영화제 황금종려상을 수상한 작품이기도 하다.

### 영화 감독
1991년 《인디언 러너》로 감독 데뷔하였다. 이 영화는 브루스 스프링스틴의 앨범 "Nebraska"에 수록 된 곡 "Highway Patrolman"에서 영감을 얻어 만든 것으로 알려져 있다.
그는 1993년 샤니아 트웨인의 "Dance with the One That Brought You"와 라일 로벳의 "North Dakota" 그리고 2002년 피터 가브리엘의 "The Barry Williams Show" 뮤직 비디오를 연출하기도 했다.
펜은 이후, 비평가들에 호평 받은 많은 영화를 연출했는데, 1995년 《크로싱 가드》와 2001년 《써스펙트》, 2002년 《2001년 9월 11일》, 2007년 《인투 더 와일드》등 이 있다.

## 사생활

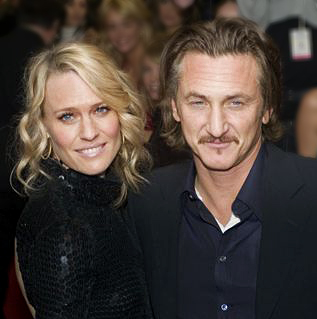
2006년 9월 로빈 라이트와 숀 펜

펜은 영화 《젊음의 초상》에서 공연한 엘리자베스 맥거번와 약혼했었다.
펜은 1985년에 팝 가수 마돈나와 결혼으로 언론의 관심을 끌기 시작했다. 두 사람은 짐 고다르 감독의 영화 《상하이 유혹》에 함께 출연하였고, 당시 마돈나는 펜에게 바치는 세 번째 정규 앨범 "True Blue"을 발표했다. 1987년 그가 영화 촬영장에서 파파라치를 폭행한 혐의와 음주운전 등으로 체포가 되었고, 6개월의 실형 선고를 받았다. 1989년에는 마돈나와 이혼을 발표했다.
그는 배우 로빈 라이트와 교제를 시작하며 동거했다. 1991년 두 사람의 첫 아이는 '딜런 프랜시스'라는 딸이 태어났고, 1993년에는 둘째 아이인 호퍼 잭'라는 아들이 태어났다. 펜과 라이트는 1996년 4월 27일에 결혼식을 하였고, 캘리포니아주 로스 앤젤레스에서 살았다. 2007년 12월 이혼 소송을 한 것이 "피플" 잡지에 게재되어 알려졌는데 두 사람은 해당 법원의 기각을 요청했고, 몇 개월 후 재결합하였다. 하지만 2009년 4월, 펜은 법적 별거를 신청했고, 갑작스레 3주 후 5월 하순에는 다시 신청의 취소를 요구하는 등 부부간의 혼란이 계속되었지만 2010년 8월에 두 사람은 당시 미성년자였던 아들에 대한 양육권과 재산분할 등의 내용이 담긴 협의 이혼서류를 제출했고, 정식으로 이혼이 성립했다. 이로써 펜과 라이트는 함께 한 지 20여년, 결혼 생활 11년 만에 관계를 끝냈다.
펜은 2011년 여배우 스칼렛 요한슨과 잠시동안 데이트를 하였다.
2013년 12월 그는 여배우 샤를리즈 테론과 데이트를 시작했다. 두 사람은 2014년 12월 약혼을 발표했지만 2015년 6월 갑작스럽게 연인 관계를 정리하며 결별하였다.

## 수상 밎 후보 목록
2006년 12월 18일, 펜은 비영리 단체인 '더 크리에이티브 코울리션'에서 크리스토퍼 리브 첫 개정상을 수상했다.